# Mira Topić
Mira Topić (* 2. Juni 1983 in Split, SR Kroatien, Jugoslawien) ist eine kroatische Volleyballspielerin.

## Karriere
Topić begann ihre Karriere in ihrer Heimat bei OK Kaštela. 2001 bis 2004 spielte sie im Team der Longhorns an der University of Texas at Austin. Nach einer Saison bei Eczacibasi Istanbul spielte sie in Griechenland bei Markopuolo und anschließend noch bei Rapid Bukarest. 2006 wechselte die Außenangreiferin, die auch die tschechische Staatsbürgerschaft besitzt, zum italienischen Verein Tecnomec Forlì. In der Saison 2008/09 gewann sie mit CAV Murcia das spanische Double aus Meisterschaft und Pokal. Danach setzte sie ihre Karriere in Rumänien bei CSV 2004 Tomis Constanța fort. 2010 verpflichtete der Schweriner SC die kroatische Nationalspielerin. In ihrem ersten Bundesliga-Jahr gewann sie gleich die deutsche Meisterschaft. 2012 wurde Topić mit Schwerin DVV-Pokalsieger und Deutscher Meister. Nach zwei Jahren in Russland beim VK Tjumen spielte Topić 2014/15 in Polen bei Impel Wrocław.